# 約翰·斯伯羅
約翰·斯伯羅（英語：John Speraw，1971年10月18日—），是一位美國排球教練。現在是美国排协主席。
曾是美國國家男子排球隊的主教練，也是UCLA男子排球隊的教練。
約翰·斯伯羅於1995年從加州大學洛杉磯分校 (UCLA) 畢業，取得微生物學和分子遺傳學學士學位。

## 教練生涯
在2008北京奧運，約翰·斯伯羅擔任美國國家隊助理教練並奪得金牌。2013年正式成為美國隊主教練，曾帶隊奪得兩次世界盃冠軍（2015，2023）、一次世界錦標賽季軍（2018），以及2016里約奧運銅牌。